# Chiesa di Sant'Andrea Apostolo detta dei Gattoli

La chiesa di Sant'Andrea Apostolo detta dei Gattoli è un luogo di culto di Napoli ubicato in via San Giovanni in Corte.

## Storia e descrizione
L'origine della chiesa risale al XVI secolo come cappella privata della famiglia Gattoli; venne rimaneggiata nei secoli successivi con un ultimo restauro avvenuto nel XIX secolo a causa del Risanamento.
La facciata si sviluppa su tre ordini: al primo si apre il portale sormontato da un timpano retto da lesene e trabeazioni ioniche; nel secondo c'è un finestrone a tutto sesto con alcune decorazioni eclettiche ed è contornato da fasce d'angolo; nel terzo, più semplice, si apre il coro.
Nell'interno, a pianta centrale, sono presenti decorazioni rococò, poiché le decorazioni originarie, durante il Risanamento, non sono state distrutte.
Nel luglio del 2022 giunge al termine l'agognato restauro dei prospetti esterni.

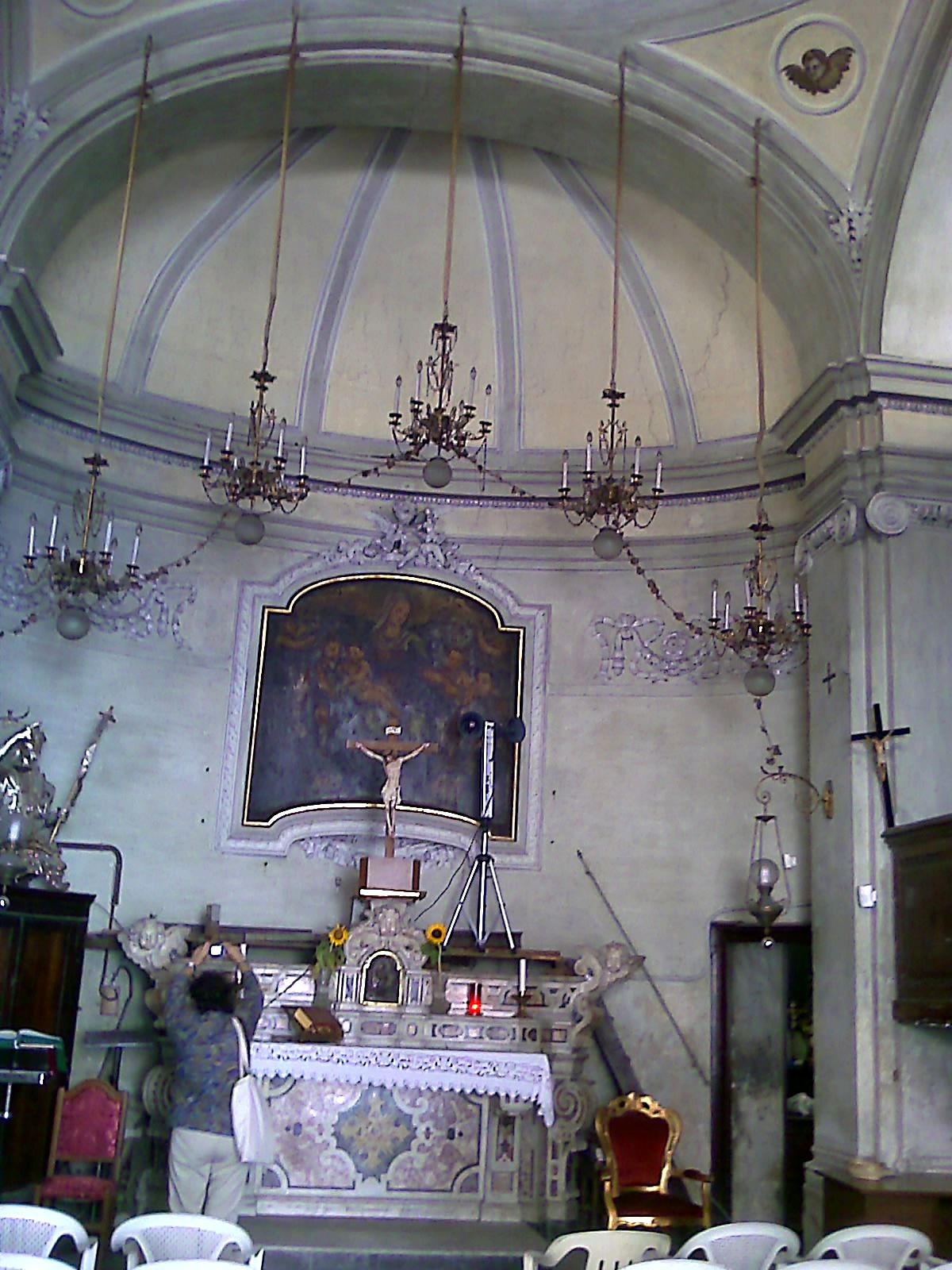
Interno prima del restauro